# ناکسکف
ناکسکف (به لاتین: Nakskov) یک منطقهٔ مسکونی در دانمارک است که در Lolland Municipality واقع شده‌است. ناکسکف ۸٫۷۱ کیلومتر مربع مساحت و ۱۲٬۷۰۷ نفر جمعیت دارد.

## خواهرخوانده
شهرهای اکرنفورده، آلسفلد و شیلوته خواهرخوانده‌های ناکسکف هستند.